# Christoph Schaffrath
Christoph Schaffrath (* 1709 oder 1710/11 in Hohnstein bei Dresden; † 17. Februar 1763 oder nach dem 5. November 1763 in Berlin) war ein deutscher Komponist, Cembalist und Musiktheoretiker.

## Leben
Über den familiären Hintergrund Schaffraths ist nichts bekannt. Trotz wiederholter Durchsicht des Hohnsteiner Kirchenbuches konnte ein Taufeintrag für Christoph Schaffrath bislang nicht aufgefunden werden. Als Geburtsjahr wird in frühen Lexika 1709 angegeben, nach den „Berlinischen Nachrichten“ vom 22. Februar 1763 ist Schaffrath 1763 im Alter von 52 Jahren gestorben, was auf eine Geburt in den Jahren 1710/11 deutet.
Zufälligerweise wurde am 15. Januar 1709 in Hohnsteins Nachbargemeinde Ehrenberg (heute ein Ortsteil Hohnsteins) ein Christoph Schaffrath geboren, der als „Bauer alhier“ 1783 in Ehrenberg gestorben ist, also nichts mit dem Komponisten zu tun hat.
Nach eigenen Angaben erhielt Christoph Schaffrath seit seinem 9. Lebensjahr Cembalo- und Orgelunterricht. Seine Lehrmeister sind nicht bekannt.
Wahrscheinlich wirkte Schaffrath ab 1730 in Warschau als Cembalist in der Polnischen Hofkapelle des sächsischen Kurfürsten und polnischen Königs August II. Eine offizielle Anstellung dürfte Schaffrath jedoch nicht erlangt haben, zumindest ist er in den Gehaltslisten nicht nachweisbar. In Warschau lernte er Franz Benda kennen, der nach der im Frühjahr 1733 erfolgten Auflösung der Polnischen Kapelle nach Dresden ging. Schaffrath selbst fand, ob noch vor oder erst nach der Auflösung der polnischen Kapelle ist nicht bekannt, für einige Zeit Anstellung als Cembalist und Hofkomponist in der Kapelle des litauischen Fürsten Paweł Karol Sanguszko (1680–1750), dessen Hauptsitz Saslaw in der heutigen Ukraine war.
Spätestens Ende Mai 1733 war Schaffrath in Dresden und bewarb sich mit Schreiben vom 2. Juni 1733 auf den nach Christian Petzolds Ableben vakant gewordenen Posten des Organisten an der Dresdner Sophienkirche. Im Probevorspiel am 22. Juni 1733 unterlag er aber Wilhelm Friedemann Bach.
Im März 1734 ist er als Cembalist der Hofkapelle des preußischen Kronprinzen Friedrich II. in Ruppin dokumentiert. Wahrscheinlich verdankt er seine Anstellung den Fürsprachen Franz Bendas und des von Friedrich II. sehr geschätzten Flötenvirtuosen Johann Joachim Quantz.
Während Friedrichs Rheinfeldzug schickte dieser seine Kapelle an den Hof der Schwester Wilhelmine von Bayreuth. Am 22. Juni 1734 reisten Carl Heinrich Graun, Franz Benda und Schaffrath nach Erlangen ab. Auf der Hinreise dürfte Schaffrath den von ihm sehr verehrten Johann Sebastian Bach in Leipzig besucht haben. Schaffrath und Franz Benda blieben bis September 1734 in Erlangen und kehrten über Dresden nach Ruppin zurück.
1736 bezog Friedrich II. Schloss Rheinsberg, wohin ihm selbstverständlich die Kapelle folgte. In einem Bericht aus dieser Zeit wird Schaffrath als Cembalist erwähnt, der „jedermann bekannt“ sei. Nach seiner Krönung am 31. Mai 1740 zum König von Preußen residierte Friedrich abwechselnd in Berlin und Potsdam. Seine Kapelle umfasste zu diesem Zeitpunkt 40 Musiker (darunter waren Franz Benda, Carl Philipp Emanuel Bach, Johann Gottlieb Graun, Carl Heinrich Graun, Johann Gottlieb Janitsch). Schaffrath war als Cembalist und Kammermusiker tätig. Ab 1740/41 teilte er sich das Amt mit Carl Philipp Emanuel Bach; beide wechselten sich in den Residenzen Potsdam und Berlin ab. Schaffrath erhielt jährlich 400 Thaler.
Über Schaffraths Leben als Hofcembalist Friedrichs ist sehr wenig bekannt. Im Juli und September 1742 wurde ihm aus der Privatschatulle des Königs Fahrtkosten für Reisen nach Potsdam erstattet, im März 1744 erhielt er von Friedrich „vor 2. Clavecien Concerte“ 33 Thaler.
Mit Ablauf des Trinitatisquartals 1744 trat Schaffrath als Kammermusikus in den Dienst der Anna Amalie von Preußen, der Schwester Friedrichs II., ihr widmete er sein 1746 in Nürnberg gedrucktes Opus 1. Zu Schaffraths Aufgaben gehörte es vermutlich auch, die umfangreiche Musikbibliothek der Prinzessin zu ordnen.
In dieser Zeit dürften viele Kompositionen Schaffraths für verschiedene Berliner Konzertassoziationen und Vereinigungen musikbegeisterter Bürger und Adliger entstanden sein (z. B. für die „Musikübende Gesellschaft“, die „Freitags-Akademien“, die „Montags-Assembleen“ und die „Sonnabend-Konzerte“). Nebenher arbeitete Schaffrath als Musik- und Kompositionslehrer. Zu seinen bekanntesten Schülern zählen der Kastrat Felice Salimbeni (unterrichtet zwischen 1742 und 1744), Chr. W. Hempel, der Violinist August Kohn, der Flötist Friedrich Wilhelm Riedt (unterrichtet wahrscheinlich 1740/41) und der Amateurviolonist und -komponist Johann Otto Uhde. Wahrscheinlich entstanden in Zusammenhang mit dieser Lehrtätigkeit ein fragmentarisch erhaltenes oder unvollendetes Lehrbuch der Musik sowie analytische Erklärungen zu dreistimmigen Streicherfugen.
Christoph Schaffrath starb am 17. Februar 1763 in Berlin. In den „Berlinischen Nachrichten“ vom 22. Februar 1763 findet sich ein kurzer Nachruf auf den Komponisten:
„Den 17ten dieses Monaths verstarb alhier Herr Christoph Schaffrath, erster Cammer=Musicus Ihro Königl. Hoheit, der Prinzessin Amalia von Preussen, an einen Steck= und Schlag=Fluß, im 52sten Jahre seines Alters. Der frühzeitige Verlust dieses in der Musik geschickt und gründlich erfahrenen Mannes, wird von allen Kennern der Musick bedauert werden; und ein jeder so Verdienste und Tugend zu schätzen weiß, wird ihn das Lob eines rechtschaffenen Mannes wiederfahren lassen.“
Der Zeitungsmeldung scheinen autographe Datierungen Schaffraths in der Handschrift AmB 603 zu widersprechen: demnach hat er am 5. November 1763 noch gelebt.
Schaffraths Nachlass fiel an Johann Philipp Kirnberger, der ihn seinerseits der Bibliothek der Prinzessin Amalie vermachte. Andere Teile des Nachlasses bzw. Abschriften schaffrathscher Kompositionen gelangten in das Archiv der Sing-Akademie zu Berlin und in verschiedene andere Berliner Sammlungen, insbesondere in die Sammlung Thulemeyer. Aus diesem Grunde befindet sich heute der überwiegende Teil der Manuskripte Schaffraths in der Staatsbibliothek zu Berlin.

## Werke
- Op. 1: Sei Duetti a Cembalo obligato e Violino o Flauto traverso concertato (Nürnberg)
- etwa 20 Ouvertüren und Sinfonien für Streicher und B. c.
- 72 Cembalokonzerte
- 3 Konzerte für 2 Cembali
- 3 Violinkonzerte
- 1 Oboenkonzert
- 1 Flötenkonzert
- mehrere verlorene Konzerte für Flöte, Oboe, Fagott, Viola da Gamba
- 1 Quintett (verloren)
- mehrere Quartette
- über 30 Trios
- über 40 Solosonaten für verschiedene Instrumente
- über 40 Sonaten und Einzelstücke für Cembalo

Eine Chronologie der Werke Schaffraths muss noch erarbeitet werden. Nur ausnahmsweise ist von einem Werk Schaffraths das Kompositionsdatum bekannt, weil Schaffraths Erstniederschrift erhalten geblieben ist. Dies ist der Fall bei einer Es-Dur-Sinfonie (13. Juni 1738), bei verschiedenen fragmentarisch erhaltenen Cembalosonaten (August 1755) und einigen zweistimmigen Fugen (November 1761).

## Würdigung
Christoph Schaffrath gehört zu den Hauptvertretern der ersten Berliner Liederschule. Seine phantasievollen und melodiösen, barocken Kontrapunkt mit dem galanten Stil der norddeutschen Empfindsamkeit vermischenden Werke waren in den musikinteressierten Salons Berlins sehr beliebt. Friedrich Wilhelm Marpurg schreibt 1754: Schaffrath „ist der Welt durch seine schöne und überall beliebte Compositionen, wovon verschiedene für den Flügel durch den Druck allgemein bekannt worden, bekannt genug“. 1746 nannte ihn Bodenburg, der Rektor des Joachimsthaler Gymnasiums, sogar in einem Atem mit Georg Friedrich Händel, Georg Philipp Telemann und Johann Sebastian Bach.
Hauptmerkmal vieler Kompositionen Schaffraths ist ein zweitaktiges Thema, das in der Oktave wiederholt wird, und eine motivische Arbeit, die sich deutlich von der barocken Fortspinnungstechnik unterscheidet. Häufig sind motivische Zusammenhänge zwischen den Sätzen eines Werkes festzustellen. Schaffrath war berühmt für die kunstvolle Auszierung („willkürliche Veränderung“) langsamer Sätze. Einen Eindruck seiner Kunst geben die von Schaffrath niedergeschriebenen Auszierungen des Cembaloparts für mindestens 20 Cembalokonzerte.
Bislang sind 72 Cembalokonzerte von Schaffrath nachgewiesen, mehr als von irgendeinem anderen Komponisten Norddeutschlands, und dies macht ihn zu einem wichtigen Repräsentanten der damals noch jungen Gattung. Alle Konzerte Schaffraths zeigen die vivaldische Ritornellform. Die schnellen Sätze weisen üblicherweise 4 Tutti- und 3 Solo-, die langsamen Sätze 3 Tutti- und 2 Soloepisoden auf. Nachweislich schrieb Schaffrath bereits in seiner Rheinsberger Zeit Cembalokonzerte.
Der Umstand, dass das kompositorische Werk Christoph Schaffraths ausschließlich Instrumentalwerke umfasst, dürfte die Verbreitung der Kompositionen begrenzt haben. Die Nachwelt erkor neben Carl Philipp Emanuel Bach Carl Heinrich Graun zum Hauptvertreter der Berliner Klassik; doch letzteren charakteristischerweise nicht seiner zahlreichen Opern und Instrumentalwerke, sondern des Oratoriums „Der Tod Jesu“ wegen, das bis nach 1800 regelmäßig aufgeführt wurde. Schaffrath wurde weitgehend vergessen. Erst in jüngster Zeit ist man wieder auf ihn aufmerksam geworden.